# Turbonilla dalli
Turbonilla dalli is een slakkensoort uit de familie van de Pyramidellidae. De wetenschappelijke naam van de soort is voor het eerst geldig gepubliceerd in 1899 door Bush.

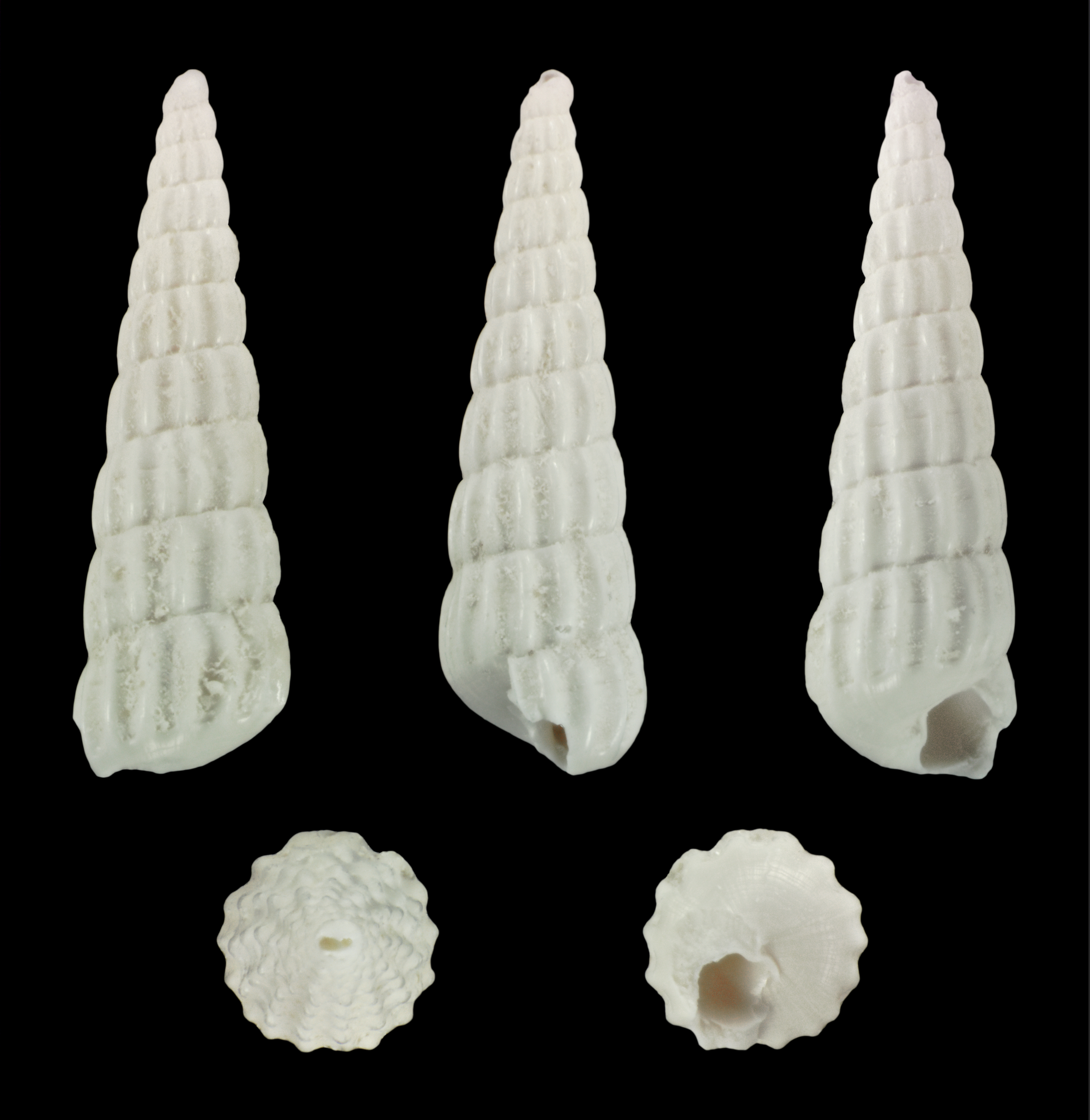
Fossiel, Plioceen